# قنبلة إشعاعية

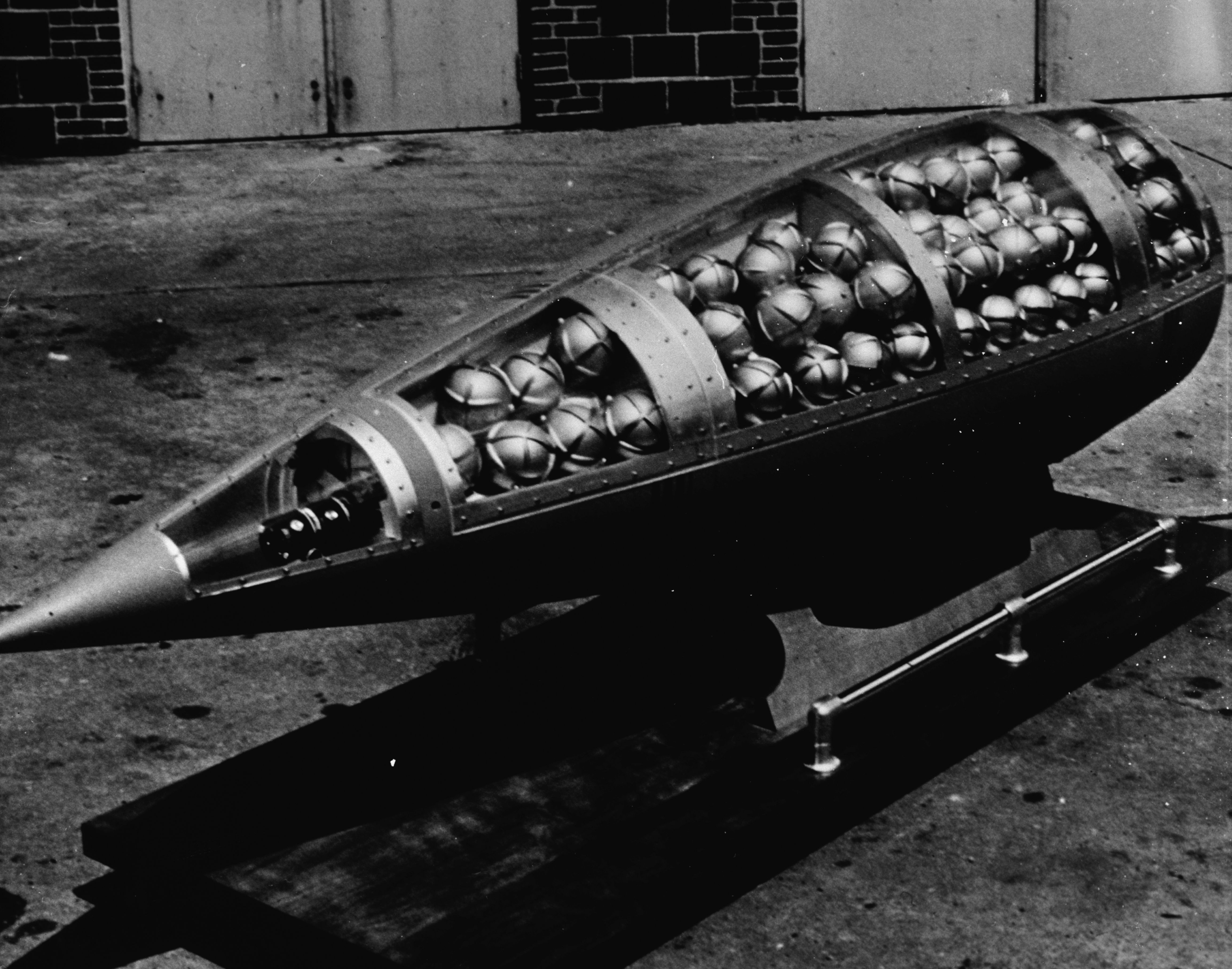

القنبلة الإشعاعية (تسمى أيضا القنبلة القذرة) قنبلة محاطة بمواد مشعة تنتشر على نطاق واسع على شكل غبار أثناء الانفجار وبالتالي فلانفجارها كثافة حرارية وميكانيكية مماثلة لأي قنبلة أخرى عدا أنها تنشر عناصر مشعة في المنطقة المحيطة بها من شأنها أن تخلف آثار على المدى الطويل. هدف القنبلة الإشعاعية الرئيسي ليس التدمير بل تلويث منطقة جغرافية وإصابة الأشخاص المتواجدين في الموقع عبر إشعاعات مباشرة (الأثر الأول)، والابتلاع والاستنشاق للمواد المشعة (الأثر الثاني).
مصطلح القنبلة القذرة في الأساس يصف القنبلة الإشعاعية ولكنه يصف أيضا أي أسلحة متفجرة تنشر مادة كيميائية أو حيوية سامة (أسلحة نووية أو إشعاعية أو حيوية أو كيميائية). هذه الأسلحة المختلفة التي يمكن خلقها دون الحاجة لبنية تحتية صناعية ضخمة، يطلق عليها بصفة عامة عبوة ناسفة (engin explosif improvisé - EEI).

## المواد المتفاعلة
يعتبر الحصول على مختلف النظائر المشعة المستخدمة أمرا سهلا نسبياً، بسبب نشاطها الإشعاعي وانتشارها الواسع لاغراض علمية أو تقنية أو طبية. وهذا يجعل منها عبوات الناسفة (EEI).
من هذه المواد:
الكوبالت 60 أو السترونتيوم 90 أو السيزيوم 137 أو الإريديوم 192 أو البولونيوم 210 أو الراديوم 226 أو البولونيوم 238 أو الأمريسيوم 241 أو الكاليفورنيوم 252، بالإضافة إلى شكوك حول البولونيوم 210 والراديوم 226.
يسهل العثور على هذه العناصر أكثر من مواد الأسلحة الذرية الانشطارية التي تتطلب مراقبة أدق. كما ان العبوات الناسفة الجرثومية الحيوية والكيميائية، يتم اعتبارها أسلحة. ووفق لخبراء متيقنين: ان صناعة واستخدام هذه العبوات المتفجرة ذات الطابع الذري أو الحيوي أو الكيميائي، لا يمكن منعها.

## التوظيف
يأتي تصميم السلاح ليبث وينشر المادة السامة عند وقوع الانفجار، لا لكي يسمح لموجة الصدمة بالتدمير الأقصى. فانفجار أحد العبوات الناسفة الإشعاعية يمكن ان يخلف الآثار المختلفة التالية:
- على المدى القصير، اضرار منخفضة على الأشخاص وذلك بسبب موجة الصدمة والشظايا.
- تلويث (تسميم) الأشخاص: إزالة التلوث من منطقة ما، وخاصة في المدن الكبيرة ستكون العملية طويلة ومكلفة. أيضا ربما يستمر الوضع وقتاً طويلاً، حينها ستكون المنطقة مغلقة على المدنيين. وقد يتطلب الامر إزالة كلية لطبقة من الغبار المشع، وهذا أمر صعب نسبياً على مساحة واسعة. وهناك مشكلة أخرى، ألا وهي الذعر المحتمل بمجرد معرفة السكان المدنيين بطبيعة هذا الهجوم. وقد يكون السبب، بالنسبة للخبراء، ضبابية الفروق بين القنبلة الذرية
- والقنبلة القذرة.
- اضرار إشعاعية: آثار إشعاع مؤين، وهذا لا يحدث بطريقة خطيرة إلا في الحالات التالية:

1. في التفاعلات المتسلسلة المتحكم بها (المفاعلات النووية) أو غير المتحكم بها (قنبلة ذرية).
2. في التطبيقات التقنية أو الصحية، حيث ان الإشعاعات المؤينة تتركز لتعزيز اثرها كما في العلاج الإشعاعي للسرطان.
3. في حالة التعرض لانفجار قنبلة قذرة، يمكن للمواد المشعة إرباك العمل الخلوي للشخص المتواجد، محطمة بذلك سلسلة الحمض النووي مخلفة طفرات (يمكن أن تسبب امراض السرطان وسرطان الدم وامراض عوز مناعي أخرى) وبالتالي في اسوء الحالات تسبب الوفاة للشخص المتعرض.

في الحالتين، كمية كبيرة من المواد المشعة جُمِعت وتكون كافية للإشعاعات الحادة. هناك عناصر فعالة بكميات قليلة وبعد الانتشار تكون نادرة جداً ويصعب العثور عليها. كما هو حال البولونيوم في قضية اغتيال الكسنندر ليتفيننكو Alexandre Litvinenko المثيرة. ولمستويات التلوث التي تم الحصول عليها من خلال المواد المشعة الأكثر شيوعاً، لن يكون النشاط الإشعاعي كافياً دون ادنى شك لكي يسبب امراض خطيرة أو حتى الموت. أن تجربة الانفجار والاختبارات التي تمت عبر نتائج وزارة الطاقة الأمريكية خلصت إلى انه لو لم يتم تطهير المنطقة المصابة، ولو أن السكان ظلوا في هذه المنطقة عام كامل، سوف يحصلون على جرعة إشعاع «عالية بما فيه الكفاية» ولكن ليست قاتلة. ويؤكد تحليل اجريَ مؤخراً على تداعيات كارثة تشرنوبيل هذا الاستنتاج، والذي اظهر أن الآثار التي طرأت على كثير من الناس في المنطقة المجاورة كانت لا تكاد تذكر، ما عدى الذين كانوا على مقربة من الموقع بشكل كبير.
- هناك احتمالية الإصابة بمتلازمة الإشعاع الحادة ولكن بشكل قليل.
- يعد خطر الإصابة بالسرطان أمراً متفاوتاً على المدى الطويل، وبشكل مبدئي يتزايد عن طريق الإشعاعات، بغض النظر عن الجرعة. ومع ذلك، هنالك مواد مسرطنة بشكل كبير من خلال وحدة الكتلة، كالبنزين أو الديوكسين.
- فزع وذعر عام: فمثلما انه من غير المرجع بشكل كلي أن تخلف العديد من الوفيات هذه العبوات الناسفة الإشعاعية الإرهابية، فهناك كثير من الناس لا يرونها من أسلحة الدمار الشامل. حيث من المرجح ان يكون هدفها الأكبر هو خلق أضرار نفسية وجسدية من خلال فتح بوابة الجهل والرعب والهلع. لهذا تدعى أيضاَ العبوات الناسفة بـ«أسلحة الاضطرابات الاجتماعية».
- أضرار اقتصادية: التحكم وإزالة التلوث – إذا اعتبر الامر صحياً أو سياسياً ضروري- سوف يتطلب الاف الضحايا المصابين وكذلك المنطقة المصابة مقداراً كبيراً من الوقت والتكلفة، وهذا يجعل المناطق غير صالحة للاستعمال ملحقة بذلك بعض الضرر الأقتصادي.

ويعتقد أنه خلال العام 1960م، توصلت وزارة الدفاع البريطانية إلى تقييم العبوات الناسفة الإشعاعية، وانتهت بأنه لو تم استبدال المواد المشعة بمكمل تفجيري لخلف ذلك آثار أكثر فعالية.

## ما يميزها عن القنبلة النووية
إن انفجار قنبلة نووية هو نتيجة انشطار نووي (بالنسبة للقنابل الذرية) أو اندماج نووي حراري (بالنسبة للقنابل الهيدروجينية). ولهذا تعتبر صناعة عبوات ناسفة إشعاعية أكثر بساطة. بينما الأكثر تعقيداً هو إيجاد وخلط العناصر المشعة التي تحيط بالمادة ألمتفجرة، كالمخلفات النووية على سبيل المثال. فالهدف الرئيس هو إثارة الخوف، الخوف من الإشعاع، الخوف من المجهول، من دون الحاجة إلى تولي صعوبة توفير المواد الضرورية، ولا حتى تعقيدات اطلاق القنبلة الذرية. لذلك تسترعي العبوة الناسفة الجماعات الإرهابية في المقام الأول. الجدير بالذكر أيضاً إنه يمكن ايجاد (نظرياً) سلاح من شأنه أن يكون قنبلة نووية وقنبلة إشعاعية على حد سواء، ألا وهو القنبلة المملحة.

## جوانب سياسية
منذ هجمات 11 سبتمبر عام 2001م، إزداد الخوف بشكل كبير من هجوم الجماعات الإرهابية التي تستخدم العبوات الناسفة، حتى أنه صار حديث وسائل الاعلام غالباً. تستخدم كلمة «إرهابي» هنا وفقاً لتعريف وزارة الدفاع الأمريكية الذي يقول: «هو الاستخدام المنظم للعنف الغير مشروع، أو التهديد الغير مشروع بالعنف، بغية إثارة الخوف من أجل إرغام أو ترهيب الحكومات أو المؤسسات، لأهداف ذات طابع سياسي عام أو ديني أو إيديولوجي (فكري) ».
ويحذر الخبراء والسياسيون من مخاطر استخدام الجماعات الإرهابية للعبوات الناسفة، على الرغم من أنها لم تستخدم خلال العام 2011م. وبالرغم من المخاوف المتزايدة من هجوم إرهابي يستخدم فيه عبوة ناسفة، فإنه من الصعب جداً تقدير ما إذا كان الخطر الحقيقي من مثل هذا الحدث قد زاد بشكل ملحوظ. وبفضل قوات الأمن ووسائل الإعلام، أصبح مفهوم العبوة الناسفة محل تأمل ونقاش. فالمناقشات لا تقوم إلا على الإحصاء وفرضيات الخبراء وعدد من السيناريوهات القابلة للمقارنة.

### حيازة المواد المشعة
ينبغي أولاً على أي منظمة إرهابية تريد صنع واستخدام عبوة ناسفة، الحصول على المواد المشعة، وذلك عن طريق إما السرقة أو الشراء من خلال قنوات قانونية أو خلاف ذلك. يمكن أن تكون هذه المواد ناشئة عن ملايين المصادر المشعة لمواد مذكورة ومستخدمة في مختلف أنحاء العالم، في الصناعة، وفي المعالجة الطبية، وفي التطبيقات البحثية.
تقدر سلطة السلامة النووية الأمريكية أن كل يوم يختفي مصدر واحد تقريباً، إما عن طريق سرقة أو تخلي أو فقدان. بينما تقديرات الأتحاد الأوروبي تقول بنحو 70 مصدراَ في العام 2 6 . . لهذا هنالك الألاف من هذه المصادرة (اليتيمة) منتشرة حول العالم، ولكن من بين هذه المصادر التي تم إحصائها كمصادر مفقودة، هناك قرابة الـ20% يمكن إن تشكل هاجساً أمنياً خطير حيث يمكن أن تستخدم في عبوات ناسفة. فروسيا على وجه الخصوص، تعتبر مستضيفة لآلاف المصادر اليتيمة، والمفقودة أثناء انهيار الاتحاد السوفييتي. هنالك يبقى العدد مرتفع ولكن غير معروف عن هذه المصادر المصنفة في فئة المخاطر الأمنية العالية. بصفة خاصة يجب حصر مصادر السترونتيوم 90 التجريبية (bêta) والمستخدمة كمولدات حرارية كهربائية ذات قدرة تشغيل منارات المناطق النائية.
في ديسمبر عام 2001م، وجد ثلاثة حطابون جورجيون هذا النوع من المولدات وقاموا بنقله إلى مخيمهم لاستخدامه في التدفئة. وفي غضون ساعات، اصبحوا ضحايا متلازمة الإشعاع الحادة ونقلوا إلى المستشفى لتلقي العلاج. وقد اعلنت الوكالة الدولية للطاقة الذرية في وقت لاحق أن المولد كان يحتوي على كمية من السترونتيوم مساوية لكمية الإشعاع المنبعث عقب حادثة تشرونوبيل مباشرة.
وبالرغم من المخاوف المتزايدة من استخدام الارهابيين لعبوات ناسفة تحمل مواد تم شراءها من السوق السوداء ، وعلى الرغم من الزيادة الثابتة في الإتجار الغير شرعي بمصادر مشعة بين الفترة 1996م إلى 2004م، تتعلق وقائع الإتجار المثبتة بالمصادر اليتيمة في المقام الأول، دون وجود علامة على إي نشاط إجرامي ، ويزعم البعض إن لا وجود لديل على هذا السوق . بالإضافة إلى العوائق التي تحول دون الحصول على مواد مشعة قابلة للاستخدام، هناك شروط متناقضة عدة يجب ان يضعها الإرهابيون في الحسبان:
- يجب أن يكون المصدر «كافيا» الإشعاعية حتى يتسبب ذلك بإضرار مباشرة، أو على الأقل إثارة اضطراب اجتماعي.
- يجب أن يكون المصدر قابل للنقل ومصفحاً بشكل كافئ لحماية من يحمله، ولكن ليس أكثر من اللازم، لجعله قابل للتعامل.
- يجب أن يكون المصدر قابل للانتشار بشكل كافئ لتلويث منطقة الانفجار على نحو فعال.[8]

مثال متطرف ربما قد يطابق الوضع، منضمة إرهابية تمتلك مصدر إشعاع عالي جداً، على سبيل المثال، مولد حراري يعمل بالسترونتيوم 90 ويملك قدرة ذاتية لتوليد حادث مماثل لما وقع في تشيرنوبيل. ورغم أن السيناريو الذي أدى إلى انفجار عبوة ناسفة مستخدماً هذا المصدر يبدو مرعبا، إلا إنه من الواضح صعوبة تجميع القنبلة ونقلها دون إشعاع شديد، واحتمالية موت المتآمرين . وقد يجعل التصفيح الجيد للمصدر النقل مستحيلاَ من الناحية العملية، وقد يخفض إدائه اثناء وقوع الانفجار بشكل كبير.
هذا وبدون شك، ينبغي الأخذ بعين الاعتبار القيود الثلاثة المذكورة أعلاه لتصنيع عبوات ناسفة كأسلحة «تقنية عالية» فعليا، وهذا الذي يفسر لماذا لم يتم استخدامها حتى الآن على الأرجح.

### محاولات استخدام عبوات ناسفة من قبل الإرهابيين
بالرغم من كل ذلك، كان هناك عدة محاولات من قبل الجماعات المسلحة للحصول على مواد مشعة، لاستخدامها في صناعة عبوات ناسفة على الارجح، ولكن لم يحدث أي انفجار. وبسبب الصدمة التي فرضتها هجمات 11 سبتمبر 2001م، يركز الأدب الأمريكي بصورة رئيسية على المحاولات الحقيقية أو المفترضة، المرتبطة بتنظيم القاعدة .
- نوفمبر عام 1995م، عثر على صندوق يحتوي على سيزيوم مشع، في حديقة Ismailovsky في موسكو . ربما يكون صاحب هذا العمل مجموعة شيشانية انفصالية، أخطرت التلفزيون بالمخبأ. ولكن عقب الحادثة لم يشكل ذلك إي خطر يذكر.[13]
- ديسمبر عام 1998م، محاولة ثانية أعلن عنها جهاز الأمن الشيشاني، الذي وجد وعاء مملوء بمواد مشعة موصلة بلغم. وكانت القنبلة مخبئة بالقرب من خط سكك حديدية في منطقة ضواحي ارغون Argoun على بعد 18 كم شرق العاصمة الشيشانية غروزني Grozny. من المفترض انها نفس المجموعة الانفصالية المتورطة بما سبق.[9][14]
- 8 مايو 2002م، تم اعتقال جوزي باديلا أو عبد الله المهاجر José Padilla بتهمة الاشتباه كأحد عناصر تنظيم القاعدة والتحريض على تفجير عبوات ناسفة في الولايات المتحدة. وقد بني هذا الاشتباه على معلومة حُصٍلً عليها من اعلى عضو في تنظيم القاعدة، أبو زبيدا المسجون في الولايات المتحدة الأمريكية، والذي بين ان التنظيم على مقربة من تصنيع عبوة ناسفة . بالرغم من إن عبد الله المهاجر لم يجمع ولم يفجر ولم يستحوذ على مواد مشعة لحظة اعتقاله، بيد أن السلطات القضائية وجدت ادلة تثبت انه في طور البحث عن مواد مشعة ومكان مناسب للتفجير.[2][15] وكان يعتقد أن المتأمر المفترض لم يحضر هذا النوع من الهجمات وان اسباب الاعتقال كانت سياسية جداً، مع الاخذ بعين الاعتبار الأخطاء السابقة من جانب وكالة المخابرات المركزية ومكتب التحقيقات الفدرالي.[6][10] وفي وقت لاحق، اسقطت هذه الاتهامات . على الرغم من أنه لم يكن هنالك دليل متين أن القاعدة تمتلك عبوات ناسفة، وهناك أجماع عريض على إنها تمثل تهديد الهجوم بعبوات ناسفة[2] [10]، للتغلب على صورة فوز الولايات المتحدة الأمريكية وحلفائها في الحرب ضد الإرهاب.[16] أيضا هنالك قلق اخر قائم: «لو كان هناك انتحاريين مستعدين للموت يقودون طائرات متوجهين لناطحات الصحاب، يمكن ان نتصور جاهزيتهم أيضا في تعريض حياتهم للخطر خلال بناء العبوات الناسفة».[6] في هذه الحالة، التكلفة وتعقيدات نظام الحماية التي تسمح لمخطط الاعتداء بالبقاء على قيد الحياة لفترة كافية حتى يبني العبوة الناسفة وينفذ الهجوم، ستقوم بتخفيض الهجوم بشكل كبير.[17]
- 30 مايو 2003م، اعتقلت قوات الأمن في بنغلادش أربعة عناصر من جماعة المجاهدين الإسلاميين. عثر في حوزتهم 225 جرام من اكسيد اليورانيم، والذي يرجح ان مصدره كازاخستان.[18]
- 3 أغسطس 2004م، تم إيقاف ديرن باروت Dhiren Barot)) من شمال لندن، واقر بأنه مذنب في التآمر على قتل أبرياء في المملكة المتحدة والولايات المتحدة، باستخدام عبوات ناسفة مشعة. وكان هدفه في المملكة المتحدة مواقف تحت الأرض، وفي الولايات المتحدة مباني كمبنى صندوق النقد الدولي أو البنك العالمي في واشنطن، أو بورصة نيويورك أو سيتي جروب Citigroup في نيويورك، أو حتى الاحتياط المالي في نيويورك. ولا يزال يواجه 12 تهم كبرى أخرى من ضمنها التآمر لإيذاء الناس، و 7 تهم كبرى لمساهمته في إبداء الملاحظات في أغراض إرهابية، و 4 تهم كبرى لإخفاء مثل هذه الملاحظات. ويقول الخبراء انه لو تم تنفيذ خطة العبوة الناسفة «ربما لن يتسبب بقتل أحد ولكن سيتسبب بإيذاء 500 شخص تقريباَ».[19]

### ضوابط الاستخدام العسكري
المعاهدات الدولية تتعلق باستخدام الأسلحة الذرية ولا ينطبق ذلك على العبوات الناسفة.

### وسائل الإعلام
على الرغم من غالبية الأشخاص الموجودين عند وقع هجوم بعبوة ناسفة إشعاعية، إن المخاطر الصحية (على سبيل المثال، ارتفاع احتمالية الإصابة بالسرطان لاحقاً بسبب ألانفجار الإشعاعي) تعتبر محدودة للغاية، ومشابهة للاضرار التي يخلفها تدخين 5 علب سجائر أو تناول الايسكريم كل يوم، والخوف من الإشعاعات احياناً يكون غير عقلاني، حتى لو كان انفجار ضئيل. الكثير من الناس يتصور الإشعاع كما لو انه خطر جداً، لانه عامل لا يمكن رؤيته ولا الشعور به، وبالتالي هذا مصدر الخطر المجهول. يمكن لعلاج الذعر اثبات إنه أحد أكثر القضايا الشائكة في حالة هجوم بعبوة ناسفة.
ينبغي على السلطات والعلماء ووسائل الإعلام تثقيف العامة بالخطر الحقيقي، حتى ينخفض الآثر النفسي والاقتصادي. في حين إن تصريحات السلطات يمكنها المساهمة دون الحاجة لهذا الذهان : عندما أعلن وزير العدل الأمريكي (Attorney General) في 10 يونيو 2002م اعتقال المشتبه به José Padilla بتهمة الرمي إلى القيام بهذا النوع من الهجوم، يقول« [أحد] «القنابل القذرة» المشعة (...) تنشر المواد المشعة والسامة جداً بالنسبة للبشر، ويمكنها التسبب بالوفيات والأمراض بشكل جماعي».
هذا الخوف العام من الإشعاعات يلعب أيضا دوراً كبيراً في تفسير لماذا تكلفة هجوم ما بعبوة ناسفة على منطقة مدينية كبيرة (مثل منطقة اسفل منهاتن) يمكنه بلوغ أو تجاوز إحداث 11 سبتمبر 2001م. على افتراض ان مستويات الإشعاع ليست مرتفعة جداً، وان المنطقة لا ينبغي التخلي عنها كما حصل لمدينة بريبيات Pripiat بالقرب من مفاعل تشيرنوبيل، فستكون بداية إجراءات إزالة التلوث مكلفة وطويلة. وستستمر بشكل رئيسي في هدم المباني المصابة بشكل بالغ، وإزالة طبقة الأرض المصابة، واستخدام سريع لمواد لزجة على الاسطح المتبقية، لكي تلتصق الجزيئات المشعة قبل إن يتغلغل في مواد البناء. هذه الإجراءات تمثل المعارف الحالية لفن إزالة التلوث، ولكن بعض الخبراء يقولون أن تنظيف الاسطح الخارجية في منطقة عمرانية حتى مستوى يعتبر مؤهلا ربما ليس مجدياً من الناحية التقنية. في جميع الأحوال، خسارة الوقت في العمل ستكون كبيرة اثناء فترة التنظيف ولكن حتى بعد نهاية اجراءات تخفيض مستوى الإشعاع إلى حد مقبول، ويمكن ان يبقى الخوف في اوساط العامة مقارنة بالموقع الذي سيواجه رفض محتمل بعدم الذهاب إليه للعمل كالمعتاد. وربما لن تعود الانشطة السياحية ابداُ.
منذ بداية يونيو 2006م، تم تناول الموضوع في الاعلام بعد الثاني من يونيو في لندن، 250 عسكري هجموا على منزل حيث يشتبه بوجود «قنبلة قذرة» كيميائية. جاءت التحذيرات من مخبر لاجهزة الاستخبارات الداخلية البريطانية (المكتب الخامس MI5). ومنذ فترة، حذرت معلومات في الصحف إجهزة الأمن من هجوم وشيك متوقع. ومع ذلك لم يتم إيجاد إي قنابل داخل المنزل، وعلق الاعلام على الحادثة بعنوان « bourde de Forest Gate ».
خلال نهائيات كاس العالم في ينونيو / يوليو 2006م في ألمانيا، الجيش ورجال الإطفاء والدعم التقني تدربوا على مثل هذه الهجمات، لكي يتمكنوا من مساعدة ضحايا العبوات الناسفة النووية والإشعاعية والحيوية والكيميائية.
في خريف 2006م اثيرا الوجود المحتمل لعبوات ناسفة إشعاعية في ايدي الإرهابيين في إنجلترا. وبطريقة درامية تم تصور عواقب هجوم ما : «بعض الخبراء يعتقد ... إن عدة كيلومترات مربعة لمدينة تم مهاجمتها ستصبح غير قابلة للسكن لعشرات السنين، وسيصاب العديد بالسرطان وسيكون هنالك ضحايا فوراً».
في سبتمبر عام 2007م، وزير الداخلية الألماني شويبل Schäuble حذر مجدداً من الخطر، مبرراً «هذه ليست قضية كيف، ولكن فقط متى سيصل بنا الامر إلى هجمة تحمل مواد نووية». وهناك ردود فعل قوية من الحزب الديمقراطي الاشتراكي، والائتلاف الحزبي. وقال شويبل في حين «إنه لا يوجد إشارة ملموسة من خطة الهجوم بعبوات ناسفة» «على الرغم من تخوف جميع الخبراء». وطالب حزب الخضر باستقالة الوزير، بدعوى أنه «لا يفعل شيء لمكافحة المخاوف... وهذا من ضمن نطاق صلاحياته». وكذلك الحزب الديمقراطي الحر واليسار انتقدوا الوزير أيضاً بشكل واسع.

## العواقب التي تخلفها هجمة باستخدام عبوة ناسفة
لمناقشة عواقب هجمة ما، يجب مناقشة نقطتين رئيسيتين :
1. التاثير على السكان المدنيين، باعتبارهم ليسو ضحايا فوراَ، والمشاكل الصحية على المدى الطويل بل أيضاً الآثر النفسي.
2. العواقب الاقتصادية.

فبدون امتلاك الخبرة بالظاهرة، هذه العواقب ستكون صعبة التنبؤ لدرجة بعيدة . وافادت عدة تحاليل سابقة بأن العبوات الناسفة ليس لها أثر يشكل ضرر على كثير من الضحايا.

### حوادث إشعاعية
طرحت آثار حوادث التلوث الإشعاعي في مناسبات عديدة. على سبيل المثال الحادث الذي وقع في غويانيا Goiânia في البرازيل بين سبتمبر 1987م ومارس 1988م : بائعا خردة تمكنوا من الدخول إلى عيادة معالجة إشعاعية مهجورة، وأخذوا منها كبسولة تحتوي على السيزيوم-137 بقوة إشعاع تبلغ 50 تيرا بيكريل. ونقلوها إلى أحد الأشخاص ليفككها ويبيعها كخردة. وفي وقت لاحق من نفس اليوم، ظهرت على الرجلين اعراض التعرض لإشعاع حاد، كالتقيى واحدهما ظهر عليه تورم في اليد وإسهال.
وبعد عدة أيام، أحد هؤلاء الأشخاص قام بعمل ثقب يبلغ حجمه 1مم في الكبسولة، وهذا سمح للبودرة بالخروج. وعندما أدرك أن البودرة تضيء باللون الأزرق في الظلام، قام بنقلها إلى منزله ليريها عائلته واصدقائه. بعد أسبوعين من انبعات التلوث من خلال الاتصال الذي سبب انزعاج المتزايد، تم التشخيص الصحيح لمتلازمة الإشعاع الحادة المستشفى، وتم تطبيق الأحياطات اللازمة . وإلى هذه اللحظة، أصيب 294 شخص بالتلوث و 151 شخص ظهر عليهم التلوث الداخلي والخارجي، و 20 شخص صارت حالتهم سيئة جداَ وتوفي 5 أشخاص.
تبين حادثة غويانيا النووية :
- في بعض اجراءات مخطط التلوث، لو لم يتم الاكتشاف بشكل مباشر فإن الانفجار سيتكفر ببث المواد المشعة.
- ولكن أيضا في بعض إجراءات الكميات البسيطة التي يمكن استنشاقها أو بلعها تكون قاتلة.[29]
- وهذا يعزز القلق من موضوع الإرهابيين الذين يستخدمون حفنة غبار من المواد المشعة ألفا التي تشكل خطراً صحياً إذا تم استنشاقها.[7]

## استخدامات أخرى لمصطلح «القنبلة القذرة»
لقد استُخدِم المصطلح في التاريخ لتصنيف عدة أنواع من القنابل النووية. وبسبب عدم فاعلية الأسلحة الأولى من هذا النوع، لم يكن يستهلك الانفجار إلا نسبة بسيطة من المادة النووية. وكانت كفاءة قنبلة (الولد الصغير-Little Boy) 1.4%، وكانت كفاءة قنبلة (الرجل البدين- Fat Man) ذات التصميم المختلف والتي تستخدم مواد انشطارية مختلفة 14%. ما تبقى من المواد الانشطارية وومنتجات الانشطار التي يضل خطرها أكثر من متوسط، تناثرت وسقطت. خلال عام 1950م كان هناك الكثير من النقاش حول إمكانية صنع قنابل «نظيفة»، بدلاً من القنابل «القذرة». يعتقد العلماء والسياسيون أن القنابل الحرارية النووية ذات الكفاءة العالية يمكنها بلوغ الهدف المعلن للقنبلة النظيفة. ولكن حادثة قنبلة كاستل برافو الهيدروجينية عام 1954م، حين أنتجت قنبلة حرارية نووية، كمية كبيرة من الشظايا الإشعاعية على السكان. واظهرت انها لم تكن طرق متطورة جداً، حيث أن نصف طاقة القنبلة الحرارية النووية تاتي من انشطار الغلاف الانشطاري. بينما يقترح البعض إنتاج قنابل نظيفة، واخرون يرون أنه بالإمكان جعل السلاح النووي قذر، وذلك «بتمليحه» بمواد قد تسبب تهاطل إشعاعي على المدى الطويل من خلال إشعاعات قلب الانفجار. مثال على القنبلة المملحة من هذا النوع قد يكون قنبلة الكوبالت (ينبغي عدم الخلط بين «قنبلة الكوبالت» المستخدمة في العلاج الإشعاعي الخارجي، وبين الذي لا ليس له علاقة بالسلاح، طبعاً تحويل المواد من المصدر).

## الملاحظات والمراجع
1. 1 2 3  (بالإنجليزية) R.M. Frost, Nuclear Terrorism After 9/11 « Le terrorisme nucléaire après le 11 septembre », Routledge, coll. « The International Institute for Strategic Studies » (ردمك 0-415-39992-0)
2. 1 2 3 4 5  (بالإنجليزية) C.D. Ferguson, T. Kazi, J. Perera, Commercial Radioactive Sources: Surveying the Security Risks « Les sources radioactives commerciales : évaluation des risques pour la sécurité », Monterey Institute of International Studies, « Center for Nonproliferation Studies / Occasional Paper #11 », (ردمك 0-415-39992-0) قالب:Lire en ligne "نسخة مؤرشفة". مؤرشف من الأصل في 2019-10-02. اطلع عليه بتاريخ 2021-02-04.{{استشهاد ويب}}:  صيانة الاستشهاد: BOT: original URL status unknown (link)
3. ↑  (بالإنجليزية) Rockwell (2004) "Le pouvoir des cauchemars - documentaire BBC TV" [وصلة مكسورة] نسخة محفوظة 25 أبريل 2020 على موقع واي باك مشين.
4. ↑  (بالإنجليزية) rapport de la BBC sur Tchernobyl نسخة محفوظة 27 فبراير 2009 على موقع واي باك مشين.
5. ↑  (بالإنجليزية) Dictionnaire de termes militaires et associés du département américain de la défense, avril 2007. نسخة محفوظة 25 مارس 2012 على موقع واي باك مشين.
6. 1 2 3  (بالإنجليزية) M.Burgess, Pascal’s New Wager: The Dirty Bomb Threat Heightens « Le nouveau pari de Pascal : la menace de bombe sale augmente », Center for Defense Information, قالب:Lire en ligne "نسخة مؤرشفة". مؤرشف من الأصل في 2020-10-31. اطلع عليه بتاريخ 2021-02-04.{{استشهاد ويب}}:  صيانة الاستشهاد: BOT: original URL status unknown (link)
7. 1 2  (بالإنجليزية) E. Mullen, G.J. Van Tuylen et R. York, Large radiological source applications: RDD implications and proposed alternative technologies « Application des grosses sources radiologiques : implications pour les EEI radiologiques et propositions de technologies alternatives », Global 2003, coll. « Atoms for Prosperity / Updating Eisenhouwer's Global Vision for Nuclear Energy », LA-UR-03-6281, p. 622-631, (ردمك 0-894-48677-2)
8. 1 2 3  (بالإنجليزية) A. Sohier et F. Hardeman, « Radiological Dispersion Devices: are we prepared? », Journal of Environmental Radioactivity « Journal de radioactivité environnementale », 2006, vol. 85, p. 171-181
9. 1 2  NOVA, Chronologie قالب:Lire en ligne "نسخة مؤرشفة". مؤرشف من الأصل في 2011-05-13. اطلع عليه بتاريخ 2021-02-04.{{استشهاد ويب}}:  صيانة الاستشهاد: BOT: original URL status unknown (link)
10. 1 2 3 4  (بالإنجليزية) G. King, Dirty Bomb: Weapon of Mass Disruption « La bombe sale : une arme de perturbation sociale », Penguin, coll. « Chamberlain Bros. », (ردمك 1-596-09000-6)
11. ↑  (بالإنجليزية) B. Hoffman, Inside Terrorism « À l'intérieur du terrorisme », Columbia University Press, N.Y., (ردمك 0-231-12698-0)
12. ↑  (بالإنجليزية) K. Belyaninov, « Nuclear nonsense, black-market bombs, and fissile flim-flam », Bulletin of the Atomic Scientists, « Bulletin des scientifiques atomiques », 1994, vol. 50, no  2, p. 44-50
13. ↑  (بالإنجليزية) نيويورك تايمز, Michael Specter, « Russians Assert Radioactive Box Found in Park Posed No Danger » The New York Times, 25.11.1995,
قالب:Lire en ligne
14. ↑  (بالإنجليزية) R. Edwards, « Only a matter of time? », New Scientist « Le nouveau scientifique », 2004, vol. 182, no  2450, p. 8-9
15. ↑  (بالإنجليزية) M. Hosenball, M. Hirsch, et R. Moreau, « War on Terror: Nabbing a "Dirty Bomb" Suspect », نيوزويك : International, 2002, 'ID: X7835733' : 28-33
16. ↑  (بالإنجليزية) D.M. Petroff, « Responding to "dirty bombs" », Occupational Health and Safety « Médecine et santé du travail », 2003, vol. 72, no  9, p. 82-87
17. 1 2 3 4 5 6  (بالإنجليزية) P.D. Zimmerman et C. Loeb, « Dirty Bombs: The Threat Revisited », Defense Horizons « Horizons de la défense », 2004, vol. 38, p. 1-11
18. ↑  (بالإنجليزية) Time Asia, Alex Perry, « Un plan très sale », قالب:Lire en ligne, 9.6.2003 "نسخة مؤرشفة". مؤرشف من الأصل في 2021-01-26. اطلع عليه بتاريخ 2021-02-04.{{استشهاد ويب}}:  صيانة الاستشهاد: BOT: original URL status unknown (link)
19. ↑  « Un homme admet un plan terroriste au المملكة المتحدة et aux الولايات المتحدة » قالب:Lire en ligne "نسخة مؤرشفة". مؤرشف من الأصل في 2017-08-29. اطلع عليه بتاريخ 2012-06-18.{{استشهاد ويب}}:  صيانة الاستشهاد: BOT: original URL status unknown (link)
20. ↑  (بالإنجليزية) J.P. Ring, « Radiation Risks and Dirty Bombs », The Radiation Safety Journal : Health Physics « Journal de sécurité des radiations : Physique de santé », 2004, vol. 86, no  suppl. 1, p. S42-S47
21. ↑  (بالإنجليزية) R.H. Johnson, Jr., « Facing the Terror of Nuclear Terrorism », Occupational Health & Safety « Médecine et santé du travail », 2003, vol. 72, no  5, p. 44-50
22. ↑  (بالإنجليزية) H.C. Vantine et T.R. Crites, « Relevance of nuclear weapons cleanup experience to dirty bomb response », Transactions of the American Nuclear Society « Comptes rendus de la Société Nucléaire Américaine », 2002, vol. 87, p. 322-323
23. ↑  (بالإنجليزية) P. Weiss, « Ghost town busters », Science news « Nouvelles de la science », 2005, vol. 168, no  18, p. 282-284
24. ↑  (بالألمانية)
 Spiegel-Online, Yassin Musharbash, 14 novembre 2006
25. ↑  (بالألمانية)
 Spiegel-online, « La dispute sur Schäuble fait vaciller la Coalition. », قالب:Lire en ligne, 20.9.2007 "نسخة مؤرشفة". مؤرشف من الأصل في 2018-12-16. اطلع عليه بتاريخ 2021-02-04.{{استشهاد ويب}}:  صيانة الاستشهاد: BOT: original URL status unknown (link)
26. ↑  (بالإنجليزية) V.P. Reshetin, « Estimation of radioactivity levels associated with a 90Sr dirty bomb event », Atmospheric Environment « L'environnement atmosphérique », 2005, vol. 39, no  25, p. 4471-4477
27. ↑  (بالإنجليزية) J. Dingle, « Dirty bombs : real threat? », Security « Sécurité », 2005, vol. 42, no 4, p. 48
28. ↑  dissident-media.org, « Plus de 1 000 victimes reconnues à Goiânia] dans l'accident nucléaire (césium-137) de 1987 », قالب:Lire en ligne
29. ↑  (بالإنجليزية) P.D. Zimmerman, « The Smoky Bomb Threat », New York Times, 2006, vol. 156, no  53798, p. 33

## أنظر أيضاَ
- قنبلة مملحة